# Eisenmann SE
Die Eisenmann SE (Eigenschreibweise EISENMANN SE) war ein international tätiger Anlagenhersteller und Zulieferer der Kraftfahrzeugindustrie. Das Unternehmen mit Hauptsitz in Böblingen war in elf Ländern (Amerika, Europa, Russland, Asien) vertreten. Alle Aktien der Eisenmann SE befanden sich im Besitz der vier Kinder von Sabine Eisenmann, der Ehefrau von Peter Eisenmann. Zwischengeschaltet war die Grubenhaus AG mit Sitz im Kanton Schwyz.
Zwei Jahre vor der Insolvenz hat es lange und intensive Verhandlungen mit einem staatlichen chinesischen Maschinenbaukonzern gegeben. Trotz des angebotenen Kaufpreises von 1 Mrd. Euro kam es zu keiner Einigung.

## Geschichte
1951 gründete der Verkaufsingenieur Eugen Eisenmann ein Ingenieurbüro mit der Fabrikation von Holztrocknungsanlagen, später auch Lackieranlagen. Den Unternehmensbereich Fördertechnik begründete 1960 der erste Kreisförderer für Lackieranlagen. Weitere Investitionen in den 1960ern waren die erste Abluftreinigungsanlage 1966 und die erste Pulverbeschichtungsanlage 1968.
1976 ging in Böblingen die erste kathodische Tauchlackieranlage Deutschlands in Betrieb. 1995 wurde mit Seat der erste Betreibervertrag für eine selbstkonstruierte Lackieranlage abgeschlossen.
2002 wurde das Unternehmen zunächst in eine Aktiengesellschaft und 2014 schließlich in eine Europäische Gesellschaft umgewandelt.
Der Systemanbieter in den Bereichen Oberflächentechnik, Umwelttechnik, Thermoprozesstechnik und Materialfluss-Automation beschäftigte im Jahr 2008 1450 Mitarbeiter in Deutschland, 250 international und rund 1100 Mitarbeiter in den Betreibergesellschaften. Etwa 70 Prozent der Konzernumsatzerlöse wurden im Ausland erwirtschaftet. Zu den Kunden gehören unter anderen Tesla und Lamborghini.
Das Unternehmen und mehrere Tochtergesellschaften meldeten am 29. Juli 2019 Insolvenz an. Zum vorläufigen Insolvenzverwalter wurde der Nürnberger Rechtsanwalt Joachim Exner bestellt.

## Ehemalige Geschäftsfelder
In verschiedenen Geschäftszweigen werden folgende Produkte hergestellt:
- Im Bereich Automotive Systems: Lackieranlagen (Lackierlinien, Zerstäubersysteme, Lackierroboter sowie Förderanlagen für Rohbau und Montage)
- Im Bereich General Finishing: Anlagen zur Oberflächentechnik (Vorbehandlungstechnik, Reinigungstechnik, Metall-Lackieranlagen, Kunststoff-Lackieranlagen, Holzlackieranlagen und Pulverbeschichtungsanlagen).
- Im Bereich Environmental Technology: Die Umwelttechnik-Sparte stellt vollautomatisierte Biogasanlagen sowie Anlagen zur Abluftreinigung (Thermische Nachverbrennung (TNV/TO), Regenerative Nachverbrennung (RNV/RTO), Adsorptive Abluftreinigung (ADR/CU)), Wasseraufbereitung (Entgiftung/Oxidation, Fällung, Flockung, Sedimentation, Flotation, Filtration/Adsorption, Ultrafiltration, biologische Reinigung, Ionenaustauscher), Abwasserbehandlung, Abfallentsorgung (Drehrohröfen, Zweikammer-Drehrohröfen, Hochturbulenz-Brennkammern, Wirbelschicht-, Kammer-, Rollen- und Herdwagenöfen), Munitionsentsorgung (Wanderbett-Reaktor, Drehrohr-Öfen) und Wertstoffrecycling her.

## Zerschlagung
Die Sparten Automotive sowie General Finishing wurden inklusive der Namensrechte, der Patente und der Domain von der niederländischen Private-Equity-Gesellschaft Nimbus im Rahmen eines Asset Deals erworben. Die neue Eisenmann GmbH startete im Herbst 2020 mit 110 Mitarbeitern (2021: 24,0 Mio. Euro Umsatz – 126 Mitarbeiter). Etwa 650 Mitarbeiter wechselten in eine Transfergesellschaft. Nimbus hatte sich bereits 2019 mehrheitlich an der Sturm-Gruppe in Salching beteiligt, die ebenfalls im Bereich Oberflächentechnik und Fördertechnik aktiv ist. Die Sturm-Gruppe war seit 2009 mit 49 % an der ASIS GmbH in Landshut beteiligt. Mit Vertrag vom 18. Dezember 2020 übernahm Hans-Jürgen Multhammer die 49 % von der Sturm-Gruppe und wurde so Alleingesellschafter der ASIS GmbH. Die ASIS GmbH ist mit 27,5 % an der xtraPart GmbH beteiligt, die andere Teile der Eisenmann-Gruppe übernommen hat. Im März 2021 wurde in Greer, South Carolina eine neue Eisenmann Inc. gegründet.
Die Hochtemperaturtechnik-Sparte Eisenmann  Thermal  Solutions, die Brennlinien für technische Keramik, Wärmebehandlung für Aluminium-Produkte, Sinteranlagen für Pulvermetalle und Ofenanlagen für die Produktion von Kohlenstofffasern herstellte wurde zum 15. Januar 2020 abgespalten und vom südkoreanischen Onejoon-Konzern übernommen. Die Tochtergesellschaft wird als Onejoon Thermal Solutions GmbH weitergeführt. 200 Mitarbeiter wurden übernommen. Der Firmensitz ist in Bovenden.
Die Sparte Conveyor Systems, die Förderanlagen zur Rationalisierung, Automatisierung und Betriebsorganisation (Elektrohängebahnen, Elektropalettenbahnen, Power&Free-Förderer, Palettenförderer, Rollenbahnsysteme, Unterflurförderer, Behälterförderer) herstellt, mit rund 70 Mitarbeitern wurde im August 2020 von der österreichischen Pentanova übernommen und heißt dann pentanova cs GmbH.
Im Jahr 2015 war die in Rodgau ansässige Lactec GmbH mit 110 Mitarbeitern übernommen und als Eisenmann Lactec weitergeführt worden. Die Mitarbeiterzahl reduzierte sich bis zur Insolvenz auf 77. Im Lauf des Verfahrens sank sie weiter auf 57, von denen 29 übernommen wurden. Der Geschäftsbetrieb wurde von der neugegründeten LacTec GmbH übernommen. Gesellschafter dieser LacTec sind die xtraPart GmbH sowie Volker Weiß und Ralf Deparade. Die Firma ASIS hatte sich zuvor mit 27,5 % an der xtraPart GmbH beteiligt. Der Mitarbeiterschwund ist auch darauf zurückzuführen, dass es einem Betrieb aus den nahen Heusenstamm gelang, viele Mitarbeiter einer bestimmten Abteilung von einem Wechsel zu überzeugen. Ein Teilbereich der LacTec GmbH wird ab 1. Juni 2022 von der Oerter GmbH & Co. KG aus Solingen übernommen und von dort aus weitergeführt.
Mit drei brasilianischen und einer argentinischen Tochtergesellschaft war die Eisenmann do Brasil mit 400 Mitarbeitern und Standorten in Sao Paulo, Resende, Cruzeiro und Juiz de Fora die größte Auslandstocher von Eisenmann. Diese wurde von Pentanova übernommen, führt aber noch immer den Namen Eisenmann do Brasil.
Die Eisenmann-Gesellschaften in China hatten 320 Mitarbeiter an den Standorten Shanghai und Changchun. Diese wurden an Investoren verkauft und heißt heute Pentanova Automation Ltd.
Die Eisenmann US Corp. in Crystal Lake mit 45 Mitarbeitern wurde an Investoren verkauft. Die Firma heißt heute Pentanova CS Corp.
Eisenmann Mexiko mit Sitz in Puebla wurde von einem strategischen Investor übernommen. Die 85 Arbeitsplätze blieben erhalten. Der Firmenname ist heute Pentanova Systems S.A. de C.V.
Eisenmann Italia mit Sitz in Saronno wurde verkauft. Die 26 Mitarbeiter wurden übernommen.
Die Eisenmann-Software-Tochtergesellschaft Enisco wurde zum 1. August 2020 von der Forcam GmbH übernommen. Die Forcam gehört zum Einflussbereich von Dietmar Hopp. Alle 50 Mitarbeiter wurden weiterbeschäftigt.
Das Zweigwerk in Holzgerlingen wurde seit der Insolvenz nicht mehr genutzt. Das 7 ha große Areal ist mit Büros und Werkhallen bebaut. Das Grundstück wurde an einen namentlich nicht genannten Investor verkauft.
Ebenfalls in Holzgerlingen liegt eine 4,2 ha große unbebaute Vorratsfläche. Die Fläche wurde von der Gemeinde Holzgerlingen zurückgekauft, um diese zu parzellieren und an andere Gewerbetreibende zu verkaufen.
Nicht von der Insolvenz der Muttergesellschaft betroffen war die Eisenmann intec GmbH & Co. KG in Erftstadt bei Köln. intec beschäftigt sich mit der Entwicklung und Herstellung von automatischen Klebetechnikanlagen für die Automobilindustrie. Spezialität sind hierbei Anlagen zum hochpräzisen Auftrag von extrem zähfließenden Klebern im Karosseriebau und bei geklebten Front- und Heckscheiben. Anfang 2020 wurde die Gesellschaft an die Sames Kremlin GmbH verkauft, die selbst zur französischen Exel Industries gehört. 120 Mitarbeiter erzielen einen Jahresumsatz von ca. 40 Mio. Euro (2020).
Ebenfalls nicht von der Insolvenz betroffen ist die Finca Es Fangar der Familie Eisenmann, die zwischen den Orten Felanitx und Manacor auf Mallorca liegt. Diese wurde im Jahre 2002 mit einer Größe von ca. 400 ha für 13,8 Mio. Euro erworben. Nach vielen Erweiterungen umfasst sie heute 1.064 ha und ist damit die größte Finca auf Mallorca. Neben dem Anbau von Wein gibt es auch ein Hotel und ein Gestüt. Eine Zeitung auf Mallorca hat berichtet, dass Es Fangar für über 100 Mio. Euro zum Verkauf steht. Dieser Bericht konnte noch nicht verifiziert werden.
Der Geschäftsbereich Paint & Assembly der Eisenmann SE wird in der im Oktober 2020 gegründeten Eisenmann GmbH weitergeführt. Der Hauptsitz der Eisenmann GmbH befindet sich in Böblingen. Weitere Standorte bestehen in USA, Italien, Türkei.